# Гварамия, Николоз Анзориевич
Николоз (Ника) Гварамия (груз. ნიკოლოზ (ნიკა) გვარამია; род. 29 июня 1976, Сухуми) — грузинский юрист и политический деятель, экс-генеральный директор оппозиционных партии "Грузинская мечта" телеканалов «Рустави 2» и «Мтавари», бывший министр юстиции, а также науки и образования Грузии, член клуба «Что? Где? Когда?».
В мае 2022 г. был приговорен к трем годам и 6 месяцам лишения свободы и штрафу в 50 000 лари по обвинению в нанесении материального ущерба телеканалу "Рустави 2". Отрицал обвинения. Правозащитные организации называли преследование политически мотивированным и что вменяемые деяния не соответствуют тяжести для уголовного преследования.
В июне 2023 г. помилован президентом Грузии. 

## Биография
В 1998 году окончил юридический факультет Тбилисского государственного университета. В 2000—2003 годах Гварамия работал в адвокатской конторе «ООО Надёжный» (груз. შპს სანდო). В 2004 году работал в Теласе.
В ходе парламентских выборов 2003 года стал членом парламента. В 2004—2007 годах работал в парламенте как член «Единого национального движения». В 2007 году его назначили заместителем генерального прокурора Грузии. 24 января 2008 года Гварамия стал кандидатом в министры юстиции, а 31 января того же года официально занял эту должность. 27 октября того же года стал министром науки и образования, но добровольно покинул пост 27 октября 2009 года; его заменил Дмитрий Шашкин. По заявлению премьер-министра, Гварамия захотел продолжить учёбу, из-за чего сложил с себя полномочия.
Является крёстным сына бывшего президента Грузии Михаила Саакашвили.
14 ноября 2012 года по решению основателей «Рустави 2» занял должность генерального директора телеканала. 19 декабря 2012 года года Гварамия был арестован, по заявлению министерства финансов, — из-за подозрения в коррупции, однако доказать его вину не смогли и освободили.
7 января 2017 года в Тбилиси в ресторане «The Dining Room» на улице Палиашвили на Гварамию напали неизвестные во время его встречи с друзьями. МВД Грузии по данному факту провело допрос гендиректора и очевидцев.
18 июля 2019 года уволен с должности генерального директора «Рустави 2».
В августе 2019 г. прокуратура Грузии обвинила Нику Гварамия в причинении ущерба телеканалу "Рустави " на сумму 6 763 510 лари. По версии обвинения, от имени «Рустави-2», в январе 2015 года Ника Гварамия подписал контракт с ООО «Интер Медиа Плюс», согласно которому, право на размещение коммерческой рекламы в эфире своих вещательных каналов («Рустави-2», «Ахали архи – Комеди архи» и «Марао») уступалось ООО «Интер Медиа Плюс», владельцами которого являются его друзья. На основании соглашения, вознаграждение за уступку права на размещение коммерческой рекламы должно было выплачиваться каждый месяц, в заранее оговоренном размере, независимо от объема коммерческой рекламы, фактически размещаемой в интересах «Интер Медиа Плюс». При этом Гварамия не требовал выплату денег за рекламу в установленный срок, то есть рекламная компания пользовалаcь деньгами, которые должны были быть выплачены телеканалу. Эта же компания позже приобрела две квартиры, и затем подарила их Гварамии в счет договора займа, которые тот затем продал за 602 521 лари. При этом Гварамия в ответ сообщил, что договоры займа были настоящими, т.к. он давал компании деньги, чтобы она могла выплатить зарплаты.  
В ноябре 2019 г. прокуратура обвинила Гварамию в том, что он получил автомобиль "Порше" от автодилера, в обмен на что дилер получил бесплатную рекламу на "Рустави - 2", а также скидку на будущую рекламу. При этом Гварамия утверждал, что автомобиль он приобрел в рассрочку, но не смог выплатить сумму за него до конца.  
16 мая 2022 года суд в Тбилиси признал владельца телекомпании «Мтавари» Нику Гварамия виновным в незаконном приобретении дорогого автомобиля во время пребывания гендиректором телеканала «Рустави 2». Согласно приговору, Гварамия получил автомобиль "Порше" от автомобильного дилера, в обмен на что дилер через рекламную компанию Proesco Media Ltd. получил рекламное время на телеканале, тем самым Гварамия нанес имущественный ущерб телеканалу. Именно за этот эпизод Гварамия был приговорен к трем годам и 6 месяцам лишения свободы. Также суд приговорил журналиста к штрафу в 50 000 лари за заключение договора с рекламной компанией, по которому Рустави 2 получило рекламную выручку меньше, чем обычно. 
Гварамия был оправдан по обвинениям во взяточничестве, отмыванию денег и подделке документов. Обвинение не смогло доказать, что подаренные Гварамии квартиры от рекламной компании ООО "Интер Медиа Плюс" были скрытой формой взятки. 
Transparency International - Georgia высказывало мнение, что обвинения во взятке, подделке документов, отмывании денег и присвоении средств Рустави 2 необоснованные, т.к. первые три не доказаны, а четвертое на самом деле является обычным бизнес-риском, принятым добросовестным директором компании. При этом НПО не давало оценку эпизоду, связанному с приобретением автомобиля, за который в итоге Гварамия и был осужден к реальному сроку. 
Указом президента Грузии, Саломе Зурабишвили, был помилован 22 июня 2023 года.